# Aeroportul Sitiawan
Aeroportul Sitiawan (IATA: SWY, ICAO: WMBA) este un aeroport din Sitiawan⁠(d), Malaysia.
Situat la o altitudine de 8 m, aeroportul dispune de o singură pistă. Este operat de Pihak Berkuasa Penerbangan Awam Malaysia⁠(d).